# Ernesto Mallo
Ernesto Mallo (* 16. August 1948 in La Plata) ist ein argentinischer Schriftsteller, Drehbuchautor und Journalist. Zwei seiner Bücher wurden bisher ins Deutsche, ins Französische und ins Englische übersetzt. Nach einigen Kurzgeschichten schrieb er mit Der Tote von der Plaza Once 2006 seinen ersten Kriminalroman, mit dem er die Figur des Comisario Lascano schuf, die dann zum Mittelpunkt weiterer Bücher wurde. Die Bücher mit Comisario Lascano spielen in der Zeit der Militärdiktatur bzw. kurz danach.
Mallo über den ersten seiner Comisarion Lascano-Romane: „Viele halten diese Geschichte für einen politischen Roman, für einen Kriminalroman, ich aber wollte einen Roman über den Wahnsinn schreiben, über seine Logik, die alle erfasst, die Guerilla, wie die Täter oder den Kommissar, der mit seiner toten Frau spricht.“

## Leben
Mallo war in den Zeiten der argentinischen Militärdiktatur unter General Videla Mitglied der argentinischen Fuerzas Armadas Revolucionarias, benannt nach den Streitkräften des sozialistischen Kubas und lebte als aktiver Gegner und Verfolgter der Militärdiktatur im Untergrund. Mallo lebt und arbeitet in Buenos Aires. Er war mehrfach verheiratet und hat sechs Kinder.

## Werke

### Theaterstücke
- La vacuna (1973)
- Siete cuadros (1977)
- Qué mambo el de Colón (1982)

### Drehbücher
- La aguja en el pajar (2003)
- Maidana con todo (2007) (in Zusammenarbeit mit Juan Desanzo)
- Delincuente argentino (2007)

### Kurzgeschichte
- Bautizo y otros cuentos (Eudeba, 1974)

### Romane
- La aguja en el pajar. Editorial Planeta, Buenos Aires 2006. Deutsche Ausgabe: Der Tote von der Plaza Once, Aufbau Verlag, Berlín 2010, ISBN 978-3-351-03300-2.
- Delincuente argentino. Editorial Planeta, Buenos Aires 2007. Deutsche Ausgabe: Der barfüßige Polizist von der Calle San Martín. Aufbau Verlag, Berlín 2010, ISBN 978-3-351-03325-5
- El Relicario. Editorial Planeta, Buenos Aires 2010.

## Auszeichnungen
Der Tote von der Plaza Once wurde als bester Krimi bei der Semana Negra in Gijón ausgezeichnet, dem größten Festival für Kriminalliteratur und erhielt den Clarín-Literaturpreis.